# Изданак
Изданак је део биљке који се налази изнад земље. Други део виших биљака је испод земље, одн. корен. Изданак, као и корен, су вегетативни органи биљке. Изданак се састоји од стабла, листова, пупољака, цветова и плодова.
У изданку се одвијају физиолошки процеси везани за Сунчеву светлост и ваздух, односно транспирација, размена гасова и фотосинтеза. Присуство листова на изданку је главна особина овог биљног органа, по чему се, између осталог, изданак морфолошки разликује од корена.

## Делови изданка
На изданку се у већини случајева налази више чворова и чланака. Чвор или нодус је место на стаблу на ком се налази лист, са пупољком у пазуху. Чланак или интернодија представља део стабла између два чвора. Чланци који се налазе ближе врху стабла су постепено све краћи, па су ту и листови збијенији. Стабљика расте у пределу нижих чланака, односно растење је практично издуживање тих чланака.
Изданак се развија од пупољка клице. Основни изданак је главна и најдебља стабљика. На његовом врху се налази темени пупољак од ког је и настао. Изданци који настају од бочних пупољака су бочни изданци првог реда, тј. петељке са листовима. Даљим гранањем настају изданци другог, затим трећег реда итд.
Изданак расте тако што се ћелије вегетационе купе деле и умножавајући се стварају нова трајна ткива. Изданак расте током целог живота биљке, будући да се ћелије деле докле год биљка живи. Самим тим, раст изданка је неограничен. Међутим, на раст утиче количина Сунчеве светлости, воде и ђубрива, како би се што боље и ефикасније одвијали процеси фотосинтезе и транспирације. На интензивност ових процеса утиче и површина биљног тела. Биљка тежи повећању површине тела, што се постиже гранањем.

## Гранање
Постоји три различитих врста гранања:
- дихотомо гранање
- моноподијално гранање
- симподијално гранање

Дихотомо гранање представља рачвање осовине на две нове, у потпуности или приближно једнаке гране.
Моноподијално гранање се одликује тиме што постоји једна главна осовина, моноподијум, која стално расте врхом. Темена вегетациона купа, смештена у теменом пупољку, остаје ту до краја живота биљке, а из бочних осовина се развијају бочне гране.
Симподијално гранање представља гранање главне осовине у нову, тако да она сама постане главна. Бочна грана тада надвисује главну осовину и савија је у страну, те тако преузима правац раста главне осовине и њен изглед. Неретко је случај да се тај процес понавља више пута. Симподијално гранање је карактеристично код јабуке, лешника, брезе, липе и слично.